# Rhagonycha bohaci
Rhagonycha bohaci is een keversoort uit de familie soldaatjes (Cantharidae). De wetenschappelijke naam van de soort werd in 1990 gepubliceerd door Svihla.